# Сан Бенедето (Витербо)
Сан Бенедето је насеље у Италији у округу Витербо, региону Лацио.
Према процени из 2011. у насељу је живело 285 становника. Насеље се налази на надморској висини од 351 м.